# Boogiepop Phantom
Boogiepop Phantom (ブギーポップは笑わない Boogiepop Phantom, Būgīpoppu wa Warawanai - Boogiepop Phantom) est une série télévisée d'animation japonaise en 12 épisodes de 25 minutes, créée en 2000 d'après la série de romans écrits par Kouhei Kadono et illustrés par Kouji Ogata. En France, la série est diffusée en DVD par la société Dybex.

## Synopsis
Une nuit, une colonne de lumière s'élève vers le ciel, et le monde commence à changer. Des lycéens disparaissent, d'autres se découvrent des pouvoirs paranormaux effrayants. Des êtres de nature surnaturelle se multiplient dans les rues de la ville, la nuit, tout comme les phénomènes inexpliqués…
Les rumeurs parlent d'un être en particulier nommé Boogiepop. On dit que c'est le dieu de la mort et qu'il entraîne ceux qu'il croise dans les ténèbres…

## Fiche technique
- Réalisation : Takashi Watanabe
- Design des personnages : Shigeyuki Suga
- Directeur musical : Yota Tsuruoka
- Animation : Studio Madhouse
- Production : VAP

## Personnages
- Boogiepop : l'existence de Boogiepop, le dieu de la mort, fait l'objet de légendes urbaines que s'échangent les lycéens avec une fascination morbide. Le mal-être de certains adolescents est tel qu'ils souhaitent que Boogiepop vienne les emporter.

- Boogiepop Phantom : double de Boogiepop, apparu le jour de la colonne de lumière.

- Nagi Kirima :elle est plus ou moins l'héroïne de la série, bien qu'elle n'apparaisse que peu ou pas du tout dans beaucoup d'épisodes. C'est le seul personnage à enquêter véritablement sur les phénomènes surnaturels qui troublent la ville et à tenter d'y mettre un terme. Bien qu'elle ne soit guère sociable, elle cherche activement à protéger les autres.

- Toka Miyashita : lycéenne d'un naturel agréable et ouvert, elle a un autre visage qui n'est pas immédiatement apparent.

- Kazuko Suema : lycéenne qui s'intéresse particulièrement aux évènements surnaturels que connaît la ville. En partie pour cette raison, elle tente de se rapprocher de Nagi, qu'elle soupçonne de savoir de quoi il retourne.

## Épisodes
1. Titre français inconnu (Portraits From Memory)
2. Titre français inconnu (Portraits In Darkness)
3. Titre français inconnu (Life Can Be So Nice)
4. Titre français inconnu (My Fair Lady)
5. Titre français inconnu (Interlude)
6. Titre français inconnu (Mother's Day)
7. Titre français inconnu (Until Ure In My Arms Again)
8. Titre français inconnu (She's So Unusual)
9. Titre français inconnu (You'll Never Be Young Twice)
10. Titre français inconnu (Poom Poom)
11. Titre français inconnu (Under The Gravity's Rainbow)
12. Titre français inconnu (A Requiem)

## Produits dérivés

### Romans
- Boogiepop wa Warawanai - Boogiepop and Others, 2/1/1998.  (ISBN 4-8402-0804-2)
- Boogiepop Returns vs. Imaginator: Part 1 "SIGN", 8/1/1998.  (ISBN 4-07-309430-0)
- Boogiepop Returns vs. Imaginator: Part 2 "PARADE", 8/1/1998.  (ISBN 4-07-309447-5)
- Boogiepop in the Mirror: Pandora, 12/1/1998.  (ISBN 4-07-310350-4)
- Boogiepop Overdrive Waikyoku-ou - "Heartbreaker II", 2/1/1999.  (ISBN 4-07-310887-5)
- Yoake no Boogiepop - Boogiepop at Dawn, 5/1/1999.  (ISBN 4-8402-1197-3)
- Boogiepop Missing Peppermint no Majutsushi, 8/1/1999.  (ISBN 4-8402-1250-3)
- Boogiepop Countdown Embryo Shinshoku, 12/1/1999.  (ISBN 4-8402-1358-5)
- Boogiepop Wicked Embryo Enjo, 2/1/2000.  (ISBN 4-8402-1414-X)
- Boogiepop Paradox Heartless Red, 2/1/2001.  (ISBN 4-8402-1736-X)
- Holly & Ghost: Boogiepop Unbalance, 9/2001.  (ISBN 4-8402-1896-X)
- Welcome to Jinx Shop: Boogiepop Staccato, 3/2003  (ISBN 4-8402-2293-2)
- Beat's Discipline Side 1.  (ISBN 4-8402-2056-5)